# Chiesa di Santa Teresa a Chiaia

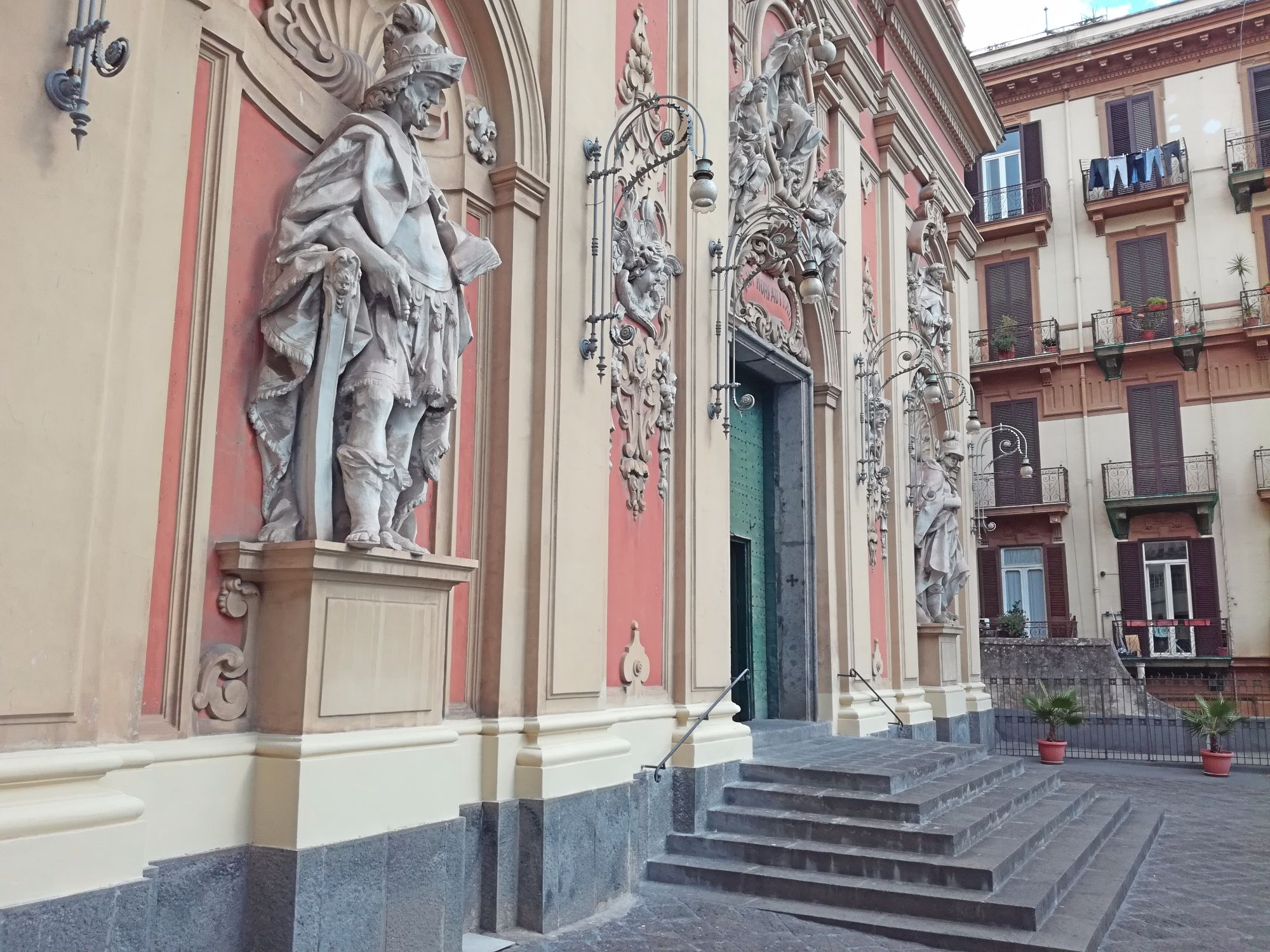
Particolare della facciata

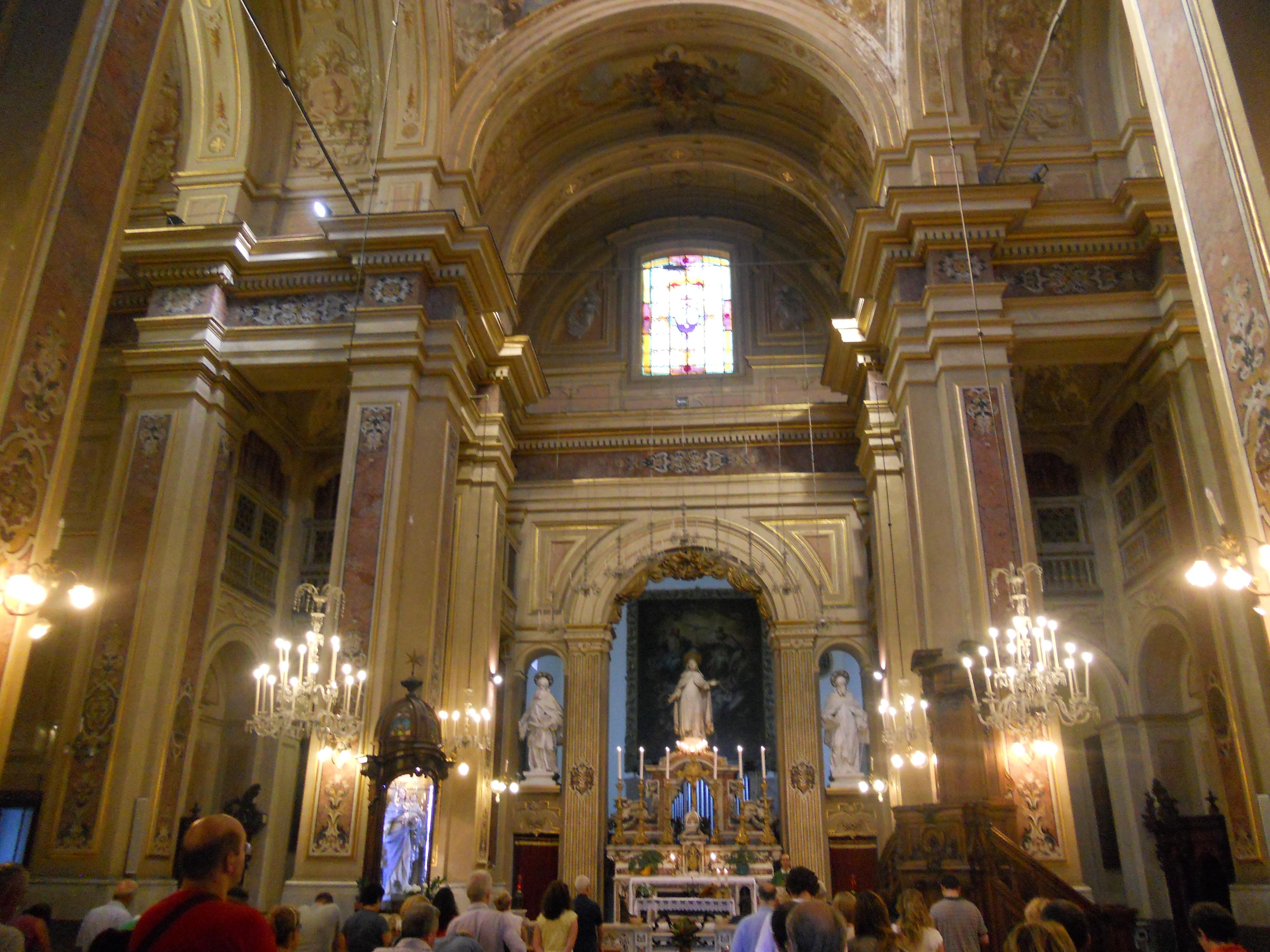
L'interno

La chiesa di Santa Teresa a Chiaia è uno storico luogo di culto di Napoli.

## Storia
Fu fondata da Frate Pietro della comunità spagnola dei Carmelitani Scalzi,  presumibilmente attorno al 1602 sul pezzo di giardino in terrapieno acquistato sui confini del palazzo del Duca di Nocera. Ma venne ricostruita grazie alla generosità dei napoletani, tra cui la nobildonna Isabella Mastrogiudice; il progetto venne affidato all'architetto Cosimo Fanzago (1650-1662).
Tuttavia il terremoto del Sannio del 1688 provocò ingenti danni e la chiesa fu sottoposta ad altri ulteriori rimaneggiamenti.
Il tempio, in origine, era intitolato a Santa Teresa Plaggie, con evidente richiamo al luogo in cui fu costruito, all'epoca molto più vicino al mare di quanto non lo sia oggi.

## Descrizione
La chiesa è una pregevole testimonianza barocca ed è stata realizzata su un livello superiore rispetto a quello stradale. L'ingresso è costituito da un portale completamente in bronzo ed è affiancato da due nicchie con all'interno delle statue e sormontate da medaglioni. La facciata, possiede una ricca decorazione in stucco.
La facciata è su tre livelli: nel secondo e nel terzo sono presenti snelli pinnacoli che raffigurano lo sviluppo verticale dell'edificio di culto.
L'interno si presenta con una pianta a croce greca e con molte opere d'arte. La statua marmorea di Santa Teresa sull'altare maggiore è opera di Cosimo Fanzago, mentre le numerose sculture in stucco sparse per la chiesa sono riconducibili alla sua bottega. Significativa la presenza di Luca Giordano, in quanto sono di sua mano:  il Riposo nella Fuga in Egitto e l'Infanzia di Maria (sui due altari del transetto, entrambi soggetti a restauro nel 2025), il San Pietro d'Alcantara che appare a Santa Teresa (sull'altare della cappella a sinistra dell'altare maggiore) e il San Pietro d'Alcantara che confessa Santa Teresa (attualmente collocato sopra la porta d'ingresso). Nella cappella a sinistra dell'altare maggiore è collocato anche un Crocifisso di Andrea Vaccaro, mentre in quella a destra si ammirano una Vergine che consegna lo scapolare a San Simone Stock dalla dibattutissima attribuzione (in Napoli Sacra viene proposto il nome di Giacomo Farelli, ma in tempi più recenti si sono fatti anche i nomi di Gian Domenico Cerrini e di Lucas de la Haye, detto Luca Fiammingo) e una Visitazione di Fabrizio Santafede. Nel coro campeggiano tre grandi tele: la Trinità di Giovanni Tommaso Fasano, l'Estasi di Santa Teresa di Nicola Viso e l'Adorazione dei pastori di Girolamo Cenatiempo. Nella sacrestia, dotata di antichi arredi, e nei locali attigui si conservano dipinti di Paolo De Matteis, Sebastiano Conca, Andrea Vaccaro, Paolo De Majo e Giuseppe Marullo e di altri artisti.
Annesso alla chiesa è un piccolo chiostro con fontanina.